# Gnagmjölbagge
Gnagmjölbagge (Menephilus cylindricus) är en skalbaggsart som först beskrevs av Herbst 1784.  Gnagmjölbagge ingår i släktet Menephilus, och familjen svartbaggar. Enligt den svenska rödlistan är arten sårbar i Sverige. Arten förekommer på Gotland. Arten har tidigare förekommit i Götaland men är numera lokalt utdöd. Artens livsmiljö är skogslandskap.

## Bildgalleri

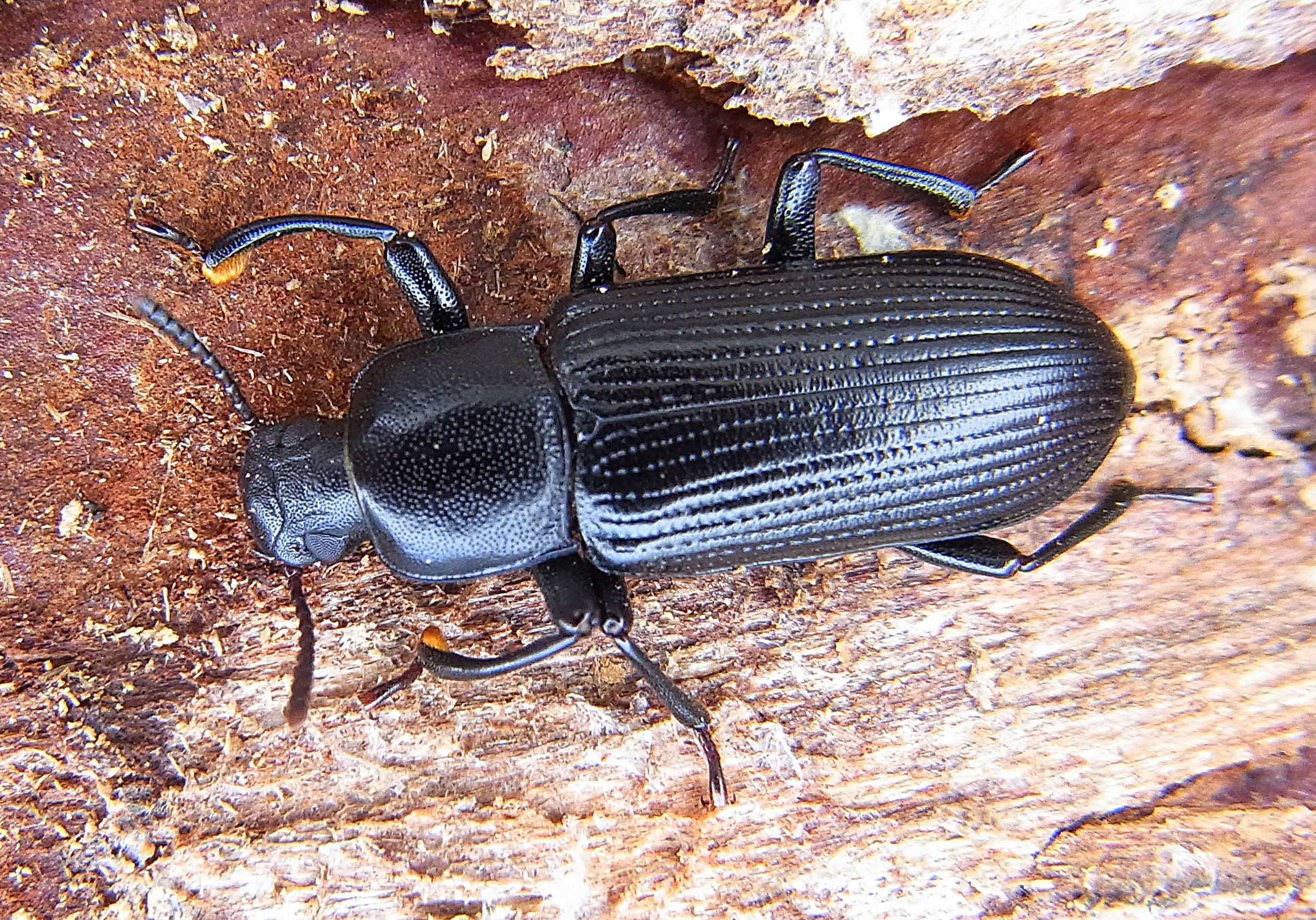
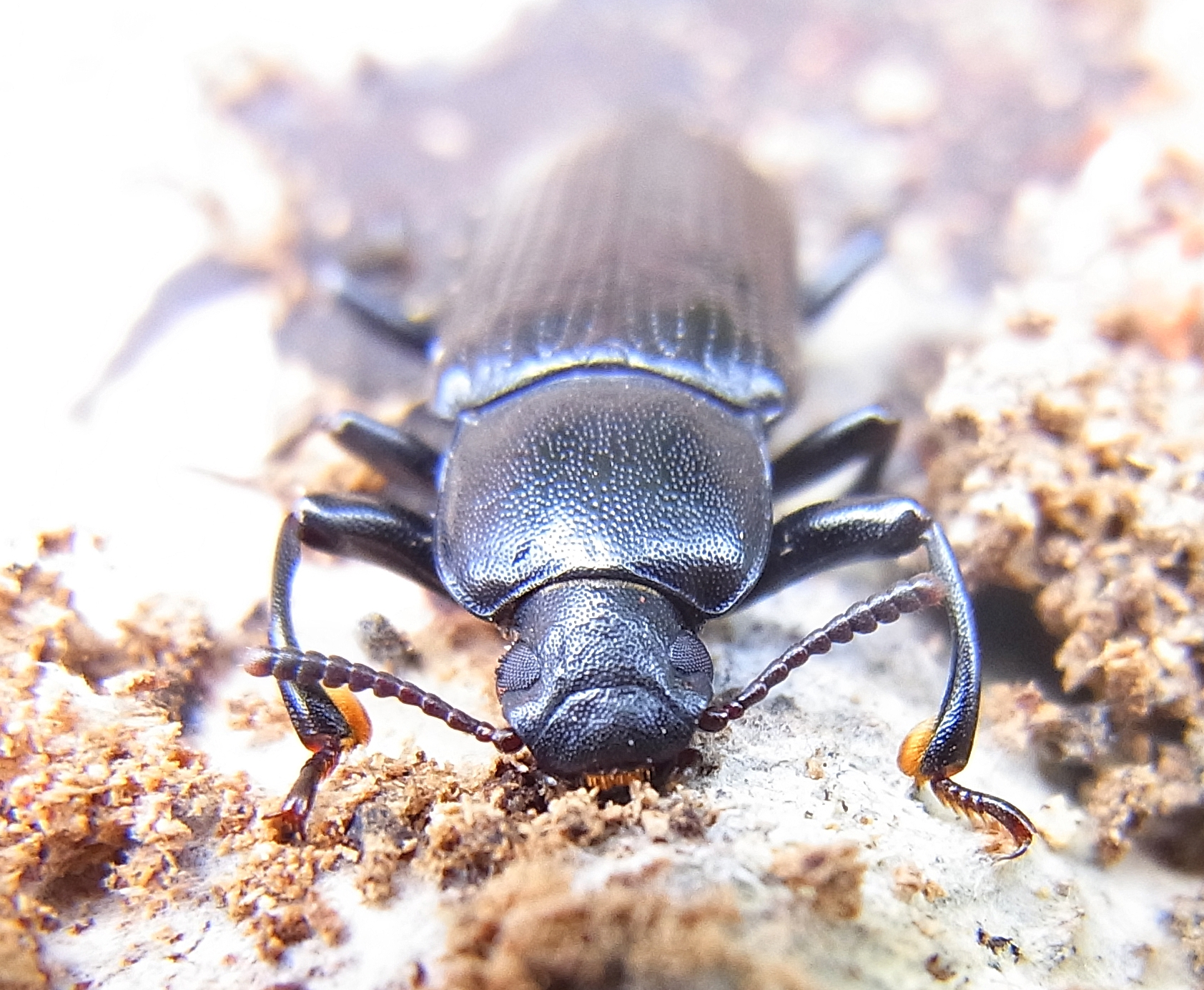
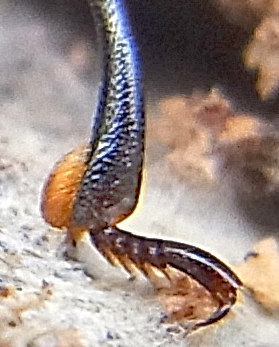